# Youth (singel Daughter)
Youth – trzeci singel brytyjskiego zespołu muzycznego Daughter z jego debiutanckiego albumu studyjnego If You Leave z 2013 roku. Pierwotnie był częścią wydanego w 2011 roku drugiego minialbumu zespołu zatytułowanego The Wild Youth.

## Popularność i obecność w mediach
Youth został odtworzony w serwisie YouTube ponad 200 milionów razy i pod względem statystycznym jest najpopularniejszym utworem Daughter. Został on również nagrodzony srebrną płytą przez British Phonographic Industry. Ponadto Youth pojawił się jako część ścieżki dźwiękowej licznych filmów i seriali, takich jak Chirurdzy, Lovesick, Nauka spadania, Forever, The Gifted: Naznaczeni, After Life, Arrow, Kumple, Cold Feet, Our Girl, Cuffs oraz Battle.

## Odbiór
Zdaniem Kitty Empire z The Guardian „Youth jest utworem definiującym Daughter”. W opinii Maddy Cost z tego samego dziennika w utworze „przeplatają się dźwięki kruche jak pajęcza sieć z podmuchami potrójnej gitary i rozbijającej się perkusji, obie wyciszone żrącym wierszem Tonry”. Według Sama Sheparda z musicOMH w Youth szczególnie widoczna jest „wokalna wypowiedź doskonale oddająca stan umysłu Tonry i częste zmiany jej osobowości” oraz „zmieniająca swój ton i odzwierciedlająca nastrój Tonry” muzyka. Zdaniem Billy'ego Hamiltona z Drowned in Sound z utworu przebija się „beznadzieja, przygnębienie i nędza”. Z kolei Tony Hardy z Consequence of Sound uważa, że Youth jest „wyjątkowy, z kaskadową melodią i pośpiechem czystej pasji, wzruszający i niemal euforyczny mimo swojego liryzmu”. Według Forresta Cardamenisa z No Ripcord „utwór jest jednym z najlepszych na płycie”. W opinii Vel Ilic z The Quietus w Youth „Tonra wygłasza teksty z wyśmienitym poczuciem pilności, poruszając się pomiędzy uniesieniem, a złamaniem serca w ciągu zaledwie czterech minut”.